# 弁当少女
『弁当少女』（べんとうしょうじょ）は、毎日放送で2013年10月5日から2014年3月29日まで放送されていた音楽情報番組。スペースシャワーTV、琉球放送でも放送されていた。
本項では『弁当少女』の後継番組である『みゅ〜じキュン』についても述べる。

## 概要
毎回、乃木坂46の橋本奈々未・松村沙友理・若月佑美の3名中1名が週替わりでMCを担当し、自ら考えたオリジナル弁当を持ってゲストのアーティストのもとへ訪れ、素顔に迫る。ただし、第1回の放送のみ橋本奈々未・松村沙友理・若月佑美の3名が勢揃いし、番組に対する意気込みやゲストに呼んでほしいアーティストを語り、弁当作りに挑戦した。
2014年3月29日をもって番組終了、同年4月5日から『みゅ〜じキュン』にリニューアルされ、9月27日まで放送された。

## 出演者
- 橋本奈々未（はしもと ななみ）：MC[4]。
- 松村沙友理（まつむら さゆり）：MC[4]。
- 若月佑美（わかつき ゆみ）：MC[4]。

## スタッフ
- ナレーター：大楽倫幸[6]
- 企画：吉廣貫一、木米英治[要出典]
- ディレクター：萩原哲也[要出典]
- FD：矢部花奈子、並河和奈[要出典]
- AD：松原拓馬[要出典]
- 編集/MA：aai[要出典]
- 音効：岡崎宏[要出典]
- CG/タイトルデザイン：ゴッズ[要出典]
- インターネット：荒木崇、菅野祐介[要出典]
- AP：小野悟、高橋滋己、岡部憲道[要出典]
- プロデューサー：高橋俊博、吉江敏行[要出典]
- 協力：ミリカ・ミュージック、ABCクッキングスタジオ[7]
- 制作：ゴッドキッズ[要出典]
- 制作協力：スペースシャワーTV[要出典]
- 制作著作：MBS[1]

## 放送時間
| 放送期間         | 放送日時             | 放送局             | 対象地域   | 備考           |
| ---------------- | -------------------- | ------------------ | ---------- | -------------- |
| 2013年10月05日 - | 土曜日 1:29 - 1:44   | 毎日放送           | 近畿広域圏 | 弁当少女       |
| 2013年10月06日 - | 日曜日 23:00 - 23:15 | スペースシャワーTV | 日本全域   | 弁当少女       |
| 2013年10月12日 - | 土曜日 6:45 - 7:00   | 琉球放送           | 沖縄県     | 弁当少女       |
| 2014年04月05日 - | 土曜日 1:35 - 1:50   | 毎日放送           | 近畿広域圏 | みゅ〜じキュン |
| 2014年04月06日 - | 日曜日 23:00 - 23:15 | スペースシャワーTV | 日本全域   | みゅ〜じキュン |
| 2014年04月12日 - | 土曜日 6:45 - 7:00   | 琉球放送           | 沖縄県     | みゅ〜じキュン |

※松村の出身地である大阪府のJNN系列局が制作した番組であったが、橋本の出身地である北海道（北海道放送）や、若月の出身地である静岡県（静岡放送）では放送されなかった。

## 放送日程
弁当少女
| 回 | 放送日         | MC         | ゲスト                                       |
| -- | -------------- | ---------- | -------------------------------------------- |
| 1  | 2013年10月05日 |            | 橋本奈々未・松村沙友理・若月佑美             |
| 2  | 2013年10月12日 | 松村沙友理 | D.W.ニコルズ（わたなべだいすけ・千葉真奈美） |
| 3  | 2013年10月19日 | 松村沙友理 | E-girls（Shizuka・中島美央）                 |
| 4  | 2013年10月28日 | 橋本奈々未 | さかいゆう                                   |
| 5  | 2013年11月02日 | 若月佑美   | 家入レオ                                     |
| 6  | 2013年11月09日 | 若月佑美   | SPYAIR                                       |
| 7  | 2013年11月16日 | 橋本奈々未 | 沢井美空                                     |
| 8  | 2013年11月23日 | 松村沙友理 | Erina(earthmind)                             |
| 9  | 2013年11月30日 | 若月佑美   | カサリンチュ                                 |
| 10 | 2013年12月07日 | 松村沙友理 | 東京カランコロン                             |
| 11 | 2013年12月14日 | 橋本奈々未 | MONKEY MAJIK                                 |
| 12 | 2013年12月21日 | 若月佑美   | ハナエ                                       |
| 13 | 2013年12月28日 | 松村沙友理 | ティーナ・カリーナ                           |
| 14 | 2014年01月11日 | 橋本奈々未 | nano.RIPE                                    |
| 15 | 2014年01月18日 | 若月佑美   | 7!!                                          |
| 16 | 2014年01月25日 | 松村沙友理 | 片平里菜                                     |
| 17 | 2014年02月01日 | 橋本奈々未 | J-Min                                        |
| 18 | 2014年02月08日 | 橋本奈々未 | ケラケラ                                     |
| 19 | 2014年02月15日 | 松村沙友理 | Silent Siren                                 |
| 20 | 2014年02月22日 | 若月佑美   | ダイスケ                                     |
| 21 | 2014年03月01日 | 松村沙友理 | Serena                                       |
| 22 | 2014年03月08日 | 橋本奈々未 | 堂珍嘉邦                                     |
| 23 | 2014年03月15日 | 若月佑美   | Rihwa                                        |
| 24 | 2014年03月22日 | 若月佑美   | 赤い公園                                     |
| 25 | 2014年03月29日 | 松村沙友理 | トミタ栞                                     |

みゅ〜じキュン
| 回 | 放送日        | MC                               | ゲスト                                                       |
| -- | ------------- | -------------------------------- | ------------------------------------------------------------ |
| 1  | 2014年4月5日  | 橋本奈々未・松村沙友理・若月佑美 | 乃木坂46（生駒里奈・桜井玲香・白石麻衣・西野七瀬・堀未央奈） |
| 2  | 2014年4月12日 | 橋本奈々未・松村沙友理・若月佑美 | 乃木坂46（生駒里奈・桜井玲香・白石麻衣・西野七瀬・堀未央奈） |
| 3  | 2014年4月19日 | 若月佑美                         | たむらぱん                                                   |
| 4  | 2014年4月26日 | 松村沙友理                       | TEMPURA KIDZ                                                 |
| 5  | 2014年5月3日  | 松村沙友理                       | cinema staff                                                 |
| 6  | 2014年5月10日 | 橋本奈々未                       | LoVendoЯ                                                     |
| 7  | 2014年5月17日 | 若月佑美                         | 遠藤舞                                                       |
| 8  | 2014年5月24日 | 松村沙友理                       | Misaki（Dancing Dolls）                                      |
| 9  | 2014年5月31日 | 橋本奈々未                       | タカオユキ                                                   |
| 10 | 2014年6月7日  | 若月佑美                         | NICO Touches the Walls                                       |
| 11 | 2014年6月14日 | 若月佑美                         | Berryz工房                                                   |
| 12 | 2014年6月21日 | 松村沙友理                       | 川畑要                                                       |
| 13 | 2014年6月28日 | 橋本奈々未                       | ガガガSP                                                     |
| 14 | 2014年7月5日  | 松村沙友理                       | K                                                            |
| 15 | 2014年7月12日 | 若月佑美                         | 平井大                                                       |
| 16 | 2014年7月19日 | 橋本奈々未                       | Yun*chi                                                      |
| 17 | 2014年7月26日 | 若月佑美                         | チャラン・ポ・ランタン                                       |
| 18 | 2014年8月2日  | 橋本奈々未                       | ノックチャック                                               |
| 19 | 2014年8月9日  | 松村沙友理                       | AKIRA                                                        |
| 20 | 2014年8月16日 | 若月佑美                         | きいやま商店                                                 |
| 21 | 2014年8月23日 | 松村沙友理                       | lecca                                                        |
| 22 | 2014年8月30日 | 橋本奈々未                       | kainatsu                                                     |
| 23 | 2014年9月6日  | 松村沙友理                       | ℃-ute                                                        |
| 24 | 2014年9月13日 | 松村沙友理                       | HERE                                                         |
| 25 | 2014年9月20日 | 若月佑美                         | J☆Dee'Z                                                      |
| 26 | 2014年9月27日 | 橋本奈々未・松村沙友理・若月佑美 |                                                              |